# Vimāna
Dans la mythologie hindoue, le terme vimāna signifie « char des dieux » ou « char céleste ». Ce terme est en concurrence avec ratha, terme plus ancien en ce sens. Il désigne aussi le trône ou le palais céleste, ce qui lui donne d’autres dimensions en comparaison d’un simple ratha. Un vimāna célèbre est notamment le « char fleuri », pushpaka vimana (IAST : puṣpaka vimāna), du démon Ravana (IAST : Rāvaṇa), avec lequel il enleva Sītā, l’épouse du dieu Rāma.
Par extension, il désigne la résidence d’un roi ou d’un dieu sur terre : un palais royal ou un temple. Dans l'architecture des temples, le vimāna est un élément qui recouvre le saint des saints (garbha griha) des temples de l'Inde du sud dans l'architecture dravidienne. Dans l’Inde du nord, cet élément architectural est appelé shikhara (IAST : śikhara), tandis que ce terme est réservé au dôme surmontant le vimāna en Inde du Sud.
Dans la médecine, vimāna désigne traditionnellement la science de la mesure ou de la proportion, bien que certains considèrent qu’il devait plutôt signifier « connaissance particulière », de même que pramāna signifie « moyen de connaissance » et anumāna « inférence ».
Ce terme a également été repris par certains ufologues, selon la théorie controversée dite des anciens astronautes.

## Étymologie
Vimāna provient de la racine √mā, « mesurer », « traverser », avec l’ajout du préfixe vi- et du suffixe -na. Cette étymologie fait que l’on traduit traditionnellement le « Chapitre sur les vimānas » du traité de médecine charaka Samhita par « Chapitre sur les mesures », alors que son contenu est des plus hétéroclites et que les commentateurs l’expliquent comme signifiant « savoir spécifique ». Si certains dérivent cette signification de la racine √mā, « mesurer », d’autres, tels que Burrow ou Wujastyk, pensent qu’elle provient d’une racine signifiant « déterminer », apparaissant dans plusieurs termes ayant trait à la cognition, tels que pramāna (« moyen de connaissance valide ») ou anumāna (« inférence »).
Un homonyme provient clairement d’une autre racine « vi-√man » et signifie « mépris, humiliation ».

## Les vimānas dans la littérature

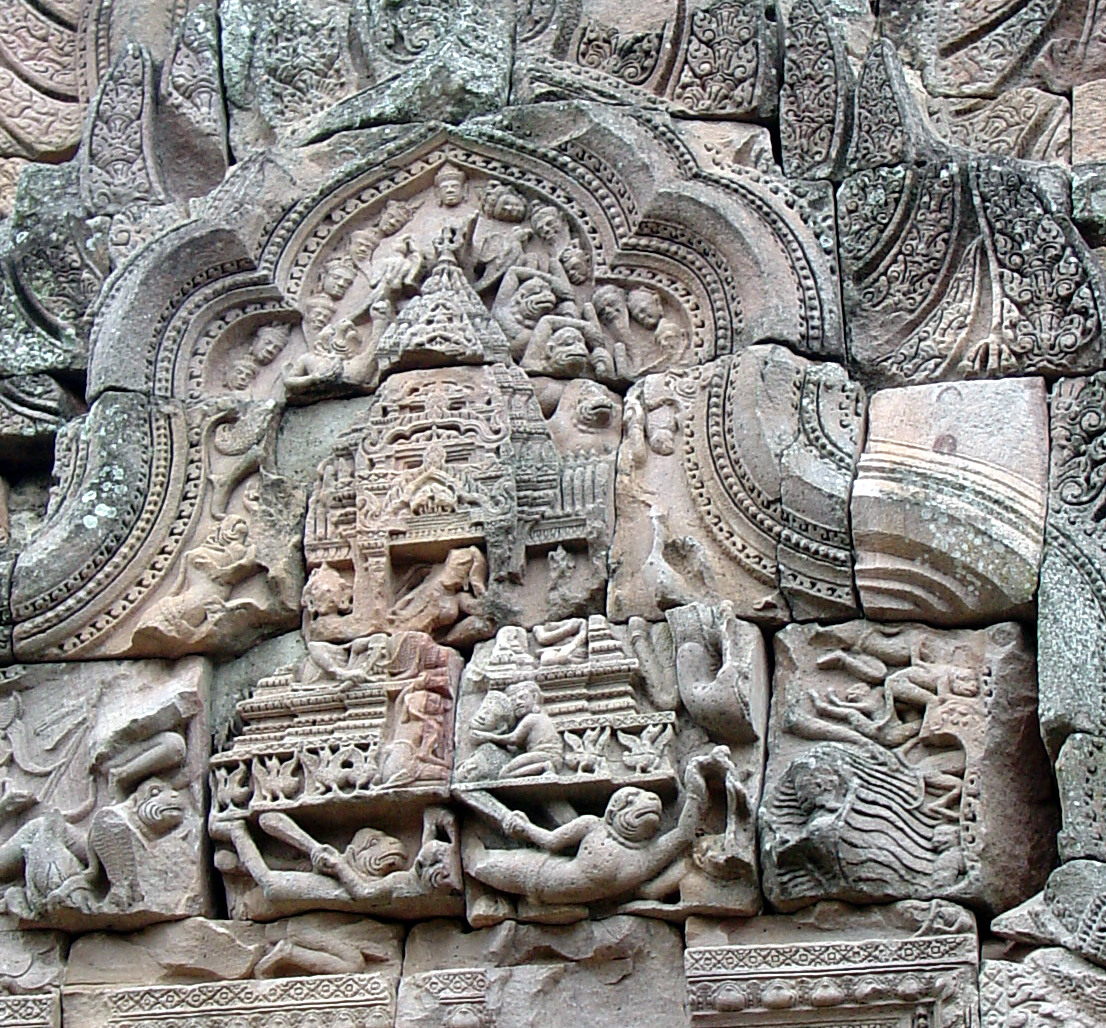
Bas-relief représentant le Pushpaka vimana de Ravana.

Si le terme vimāna ne désigne pas encore un char dans le Rig Veda, les dieux (deva) sont déjà décrits comme montés dans des chars célestes.

« Indra, attelle à ton char tes deux coursiers azurés, à la crinière brillante, à l’ardeur impétueuse, au ventre qui remplit le surfaix ; toi qui aimes le soma, approche pour mieux entendre nos chants. »

Les chars divins servent aux déplacements des dieux dans la voûte céleste, c'est pourquoi les autels et palanquins servant aux transport des idoles sont construits ou représentés, durant l'antiquité, comme des vimāna.

Dans le Rigveda, le terme n’est pas encore employé pour « char céleste ». Toutefois, ce terme apparaît en tant que participe présent de « mesurer », « traverser » les airs, en association avec ratha, char, le char céleste grâce auquel les dieux se meuvent dans le ciel. Vimāna est toutefois bien attesté dans le Mahābhārata, les Purāṇas, le Rāmayana, etc. 

« Sur le congé de Râma ce vimâna sans rival, attelé de Hamsas, s’élança avec grand bruit dans l’espace. Il est également mentionné dans l’édit d’Aśoka numéro 4. »

Dans le Ramayana, le  « char [vimāna] nommé Poushpaka » du démon Ravana est décrit ainsi : 

« [Il était] resplendissant comme l’or. Il avait un demi-yodjana de long ; sa largeur s’étendait égale à sa longueur : il était soutenu sur des colonnes d’or avec des portes d’or et de pierres fines. Brillant, couvert de perles en multitude et planté d’arbres, où l’on cueillait du fruit au gré de tous les désirs, on y trouvait du plaisir en toutes les saisons, et sa douce atmosphère se balançait entre l’excès du chaud et du froid. »

 Le texte ajoute que « cette voiture céleste [est] douée même d’un mouvement spontané » et qu'au milieu d'elle se trouve 

« un palais magnifique, long et large, tout à fait spacieux, embelli par beaucoup de bâtiments et couvert dans son pourtour de fenêtres en or, avec des portes, les unes d’or, les autres de lapis-lazuli. »

Dans le canon bouddhiste, le sixième livre du Khuddaka Nikāya, le Vimānavatthu, contient 83 histoires autour des vimānas, les palais célestes.
Dans l’iconographie indienne, les dieux sont reconnaissables à leur monture (vahana). Souvent, ils chevauchent directement celle-ci, mais parfois l’animal en question tire un char sur lequel est monté la divinité. Mais vimāna n’est pas un terme iconologique.

## Le vimāna dans l’architecture

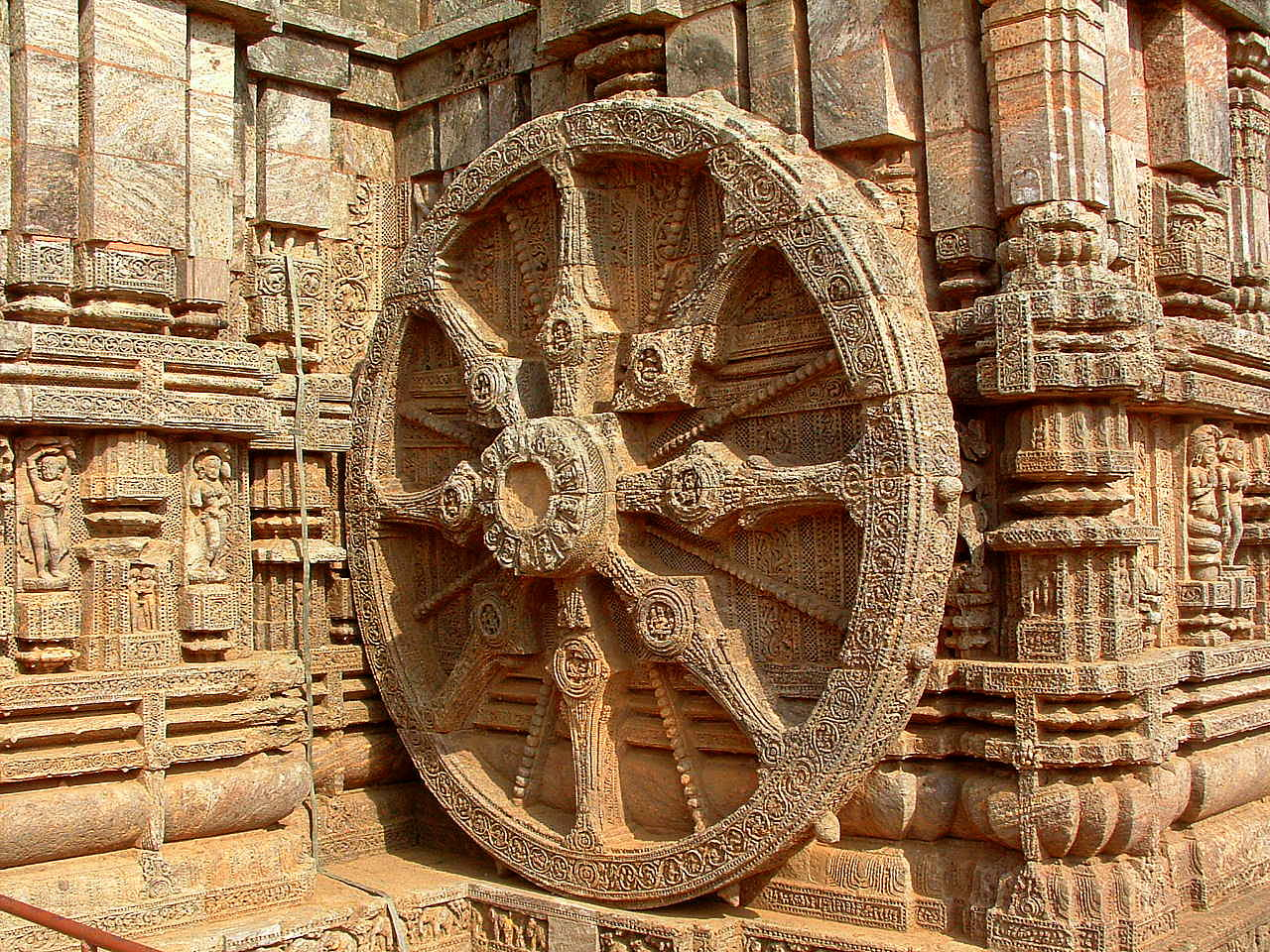
Une des roues du chariot du temple du soleil de Konârak

En Inde du Sud, la tour surmontant le sanctuaire est appelée vimāna. Parfois, les temples ont expressément une forme de char, même au Nord, comme le Temple du soleil à Konârak, par exemple.

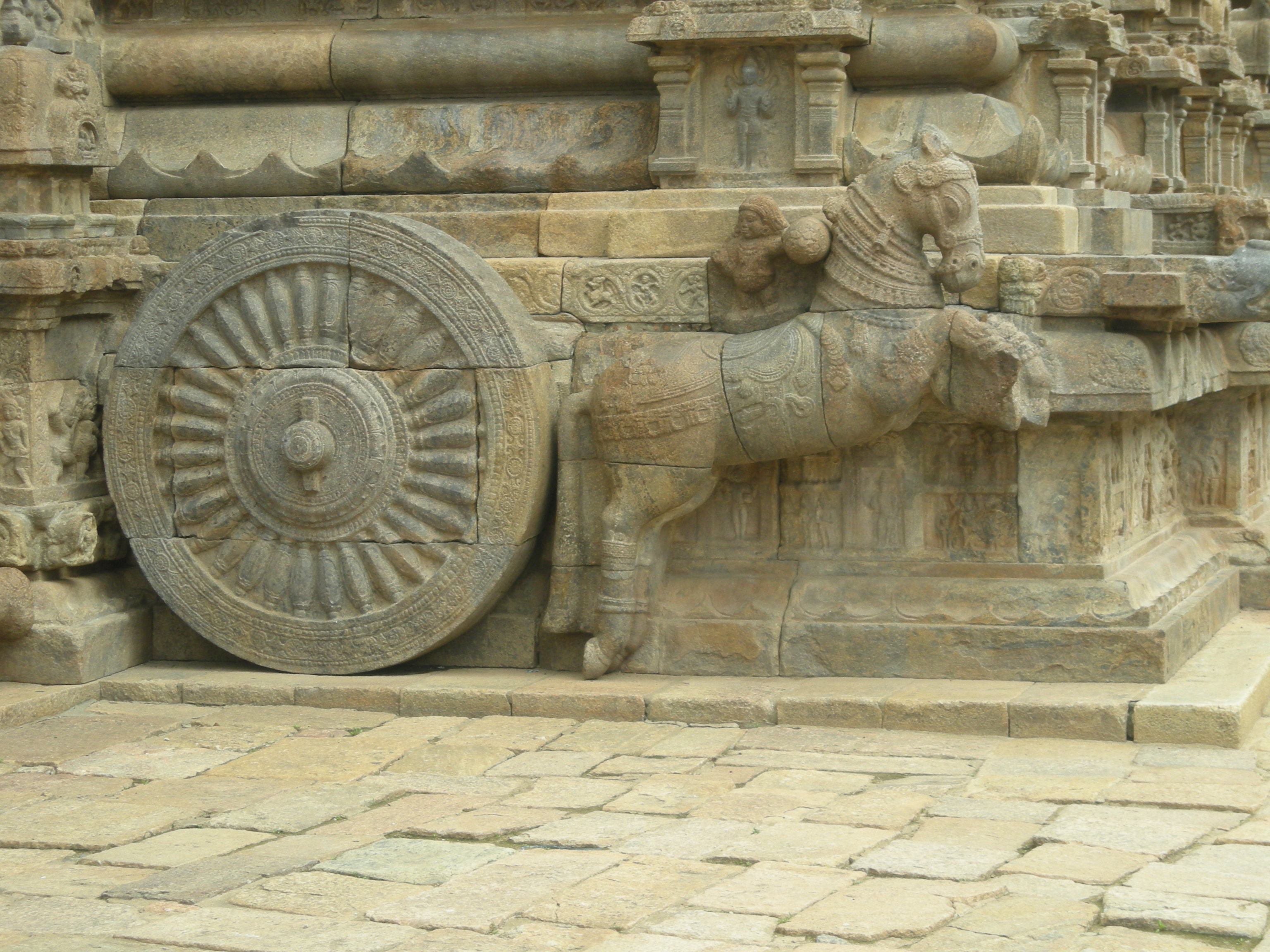
Temple d’Airatesvara à Darasuram

## Vimāna et ufologie
L'ouvrage de référence utilisé par les théoriciens pour étayer la réalité de l'existence des vimanas dans le passé est le Vymanika Shastra [sic] (le bon terme serait Vyamanika Shastra) présenté comme ayant été écrit par le sage Maharshi Bharadwaaja. La première apparition de ce livre date de 1959 à l’occasion de la sortie de sa version hindi titrée Brihad Vimana Shastra. Cet ouvrage controversé est écrit dans un sanskrit douteux et sa datation pose question. Mais surtout, c'est son contenu qui est scientifiquement remis en cause : 

« Il semble que son travail ne puisse être daté plus tôt que 1904, il contient des détails qui, sur la base de nos connaissances actuelles, nous forcent à conclure à la non-faisabilité d'engins volants antiques plus lourds que les avions modernes. »